# Мадона Лаура
Мадона Лаура је књижевни лик из збирке пјесама Франческа Петрарке Канцонијер. Лаура де Новес (1310—1348) била је жена грофа Хугуес де Саде-а и јавља се као мистериозна муза Петрарке. 
Рођена је шест година послије Петрарке у Авигнону. Била је ћерка витеза Аудиберт де Новеса и његове жене Ермессендае. 
Лаура се удала 15. јануара 1325. године. Петрарка је први пут видјео двије године касније 6. априла 1327. године у цркви Саинте-Цлаире д'Авигнон. Она је тада имала само седамнаест година .
О Мадони Лаури се јако мало зна, многи сматрају да она уопште није стваран лик већ само пјесникова имагинација. Мада из званичних регистара и нотарских радњи се утврдило да је Лаура ипак стваран лик.
Имала је велику породицу и била је добронамјерна супруга. Након њеног првог сусрета са пјесником, он је наредне три године провео у Авигнону пјевајући о чисто платонској љубави и својим емоцијама које је гајио према њој, прогањајући је у цркви и у њеним шетњама. 
Умрла је 1348. године, иако не постоји податак шта је тачно проузроковало њену смрт, сматра се, према говорењу од стране њених ближњих да је у питању куга која је тада владала Авигноном или плућне туберколозе која је проузрокована од 11 порода.
Њена гробница је откривена од стране Френцх поет Маурице Сцèве 1533. године. 
Мадона Лаура је представљена као идеални приказ жене тог времена, не само за Петрарку већ и за цијелу италијанску књижевност. Она представља главни мотив Канцонијера који садржи 317 сонета који су подјељени на два дијела, пјесме испјеване за живота мадоне Лауре и пјесме испјеване послије њене смрти.
Љубав коју је пјесник гајио према њој трајала је 21 годину и помогла му да стори нови пјесничи стил Петраркизам.